# Альмейда Кинтана, Омар
Омар Альмейда Кинтана (исп. Omar Almeida Quintana; род. 28 октября 1981, Гавана) — кубинский шахматист, гроссмейстер (2006).
Первого значительного международного успеха достиг в 1999 году, разделив 2-е место в турнире Mixto на мемориале Хосе Рауля Капабланки. В 2001 году выиграл Сьего де Авила в следующем турнире этого мемориала (Премьер II), а также разделил первое место с Нейрисом Дельгадо на мемориале Гильермо Гарсии Гонсалес.
В 2002 году он занял первое место в Гаване, а в 2004 году разделил второе место (после Виктора Москаленко вместе с Олегом Корнеевым и Русланом Погореловым) в Ситжесе. В 2005 году он добился дальнейших успехов: разделил первое место в Санта-Кларе (вместе с Эрнесто Фернандесом Ромеро) и в Галапагаре (вместе с Пабло Альмагро Ламасом и Юрием Гонсалесом Видалем). 
В 2006 году выиграл два турнира в Гаване. Также был среди лидеров турниров в Esparreguer, Montcada и Reixac. В 2007 году снова занял первое место в Гаване и выиграл в Овьедо (вместе с Марчин Тазбир и Юрием Гонсалесом Видалем) и в Барселоне (вместе с Руфино Камарена Хименес). 
В 2008 году был одним из семи победителей турнира Malaga Open, разделил первое место в Кориа-дель-Рио (вместе с Исмаилом Тераном Альваресом и Азером Мирзожевым) и выиграл круговой турнир в Барселоне.
В составе сборной Кубы участник 43-й Олимпиады в Батуми (2018).

## Спортивные достижения
| Год  | Город  | Турнир         | + | − | = | Результат | Место |
| ---- | ------ | -------------- | - | - | - | --------- | ----- |
| 2018 | Батуми | 43-я Олимпиада | 6 | 1 | 2 | 7 из 9    |       |

## Изменения рейтинга
| Графики недоступны из-за технических проблем. См. информацию на Фабрикаторе и на mediawiki.org. |